# نیو بوستون (میشیگان)

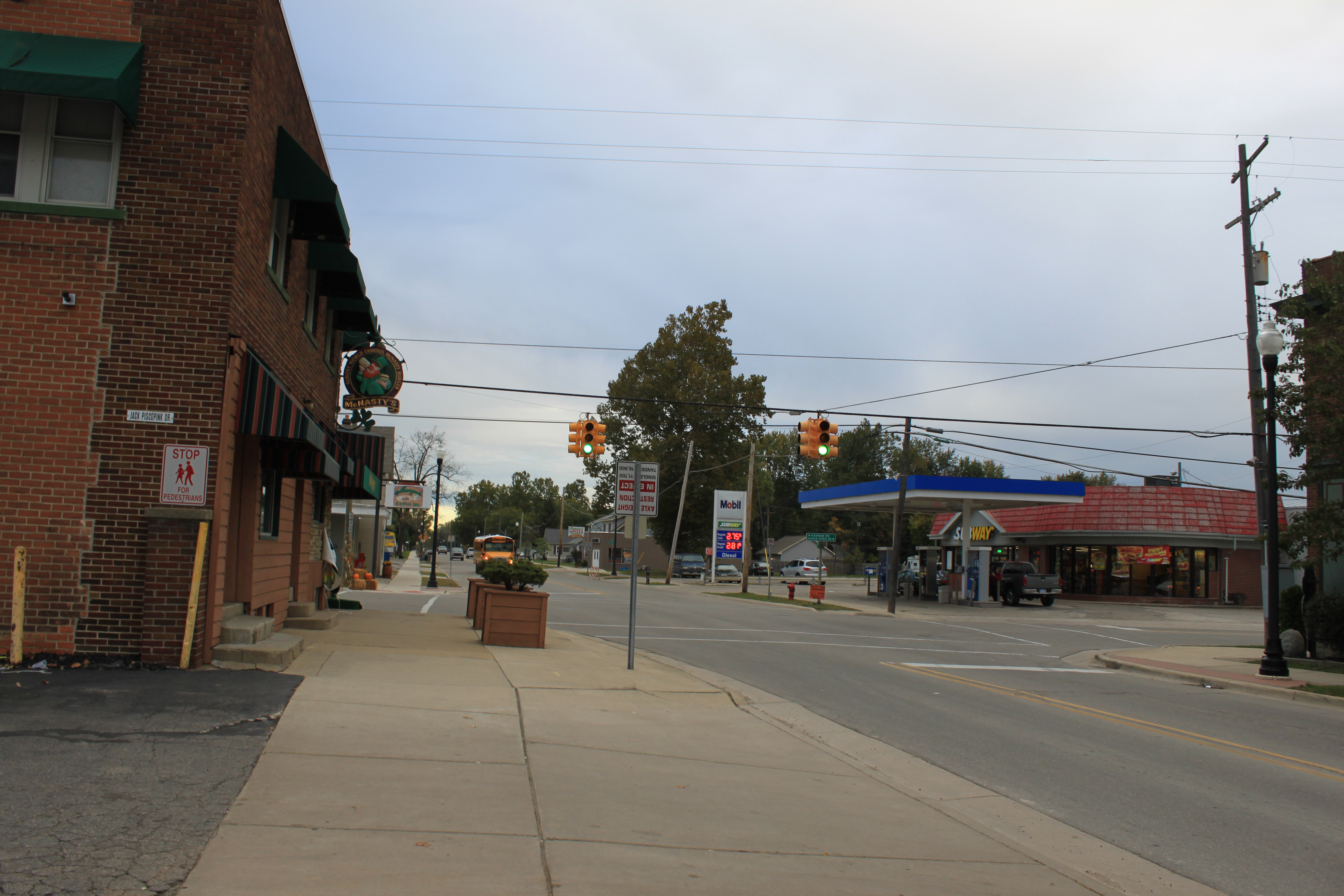
نمایی از منطقهٔ مسکونی نیوبوستون، میشیگان - ۲۰۱۰

نیو بوستون (به انگلیسی: New Boston) یک منطقهٔ مسکونی در ایالات متحده آمریکا است که در شهرستان وین، میشیگان واقع شده‌است. نیو بوستون ۷٬۷۹۲ نفر جمعیت دارد و ۱۹۴ متر بالاتر از سطح دریا واقع شده‌است.